# Estação Porte de Pantin
Porte de Pantin é uma estação da Linha 5 do Metrô de Paris, localizada no 19.º arrondissement de Paris.

## Localização
A estação está situada sob a avenue Jean-Jaurès não muito longe da Porte de Pantin.

## História
A estação foi aberta em 12 de outubro de 1942 durante a extensão da linha para Église de Pantin.
Ela deve o seu nome a uma antiga porta das fortificações, na saída da route d’Allemagne (a atual avenue Jean-Jaurès), que tomou o nome da comuna que a observa. Ela porta como subtítulo Parc de la Villette, nome do parque situado ao norte da estação.
O número diário de novos passageiros que entraram se elevou a 11 900 em 2003.
Em 2011, 4 477 959 passageiros entraram nesta estação. Ela viu entrar 4 675 965 passageiros em 2013, o que a coloca na 95ª posição das estações de metrô pela sua frequência.

## Serviços aos Passageiros

### Plataformas
A estação tem uma disposição particular porque foi projetada para servir como terminal para algumas missões. Ela compreende três vias e duas plataformas, a plataforma lado sul sendo lateral e a plataforma lado norte sendo central entre duas vias. A via central, não utilizada em serviço comercial, serve como garagem.
A abóbada elíptica é pintada de branco, enquanto que os pés-direitos são recobertos com telhas planas brancas e cinzas, decoradas com temas da música com notas vermelhas, azuis, verdes, laranjas e amarelas. O nome da estação é escrito em faiança nos pés-direitos da estação e com a fonte Parisine na placa esmaltada na plataforma central.

### Intermodalidade
A estação é atendida pelas linhas 75 e 151 da rede de ônibus da RATP e, à noite, pelas linhas N13, N41 e N45 da rede de ônibus noturnos Noctilien.
A estação também está em correspondência com a linha 3b do tramway d'Île-de-France desde 15 de dezembro de 2012, dia de seu lançamento.

## Pontos turísticos
- Porte de Pantin
- Parc de la Villette
- Cité de la Musique
- Le Zénith Paris - La Villette
- Conservatório de Música de Paris

## Galeria de Fotografias

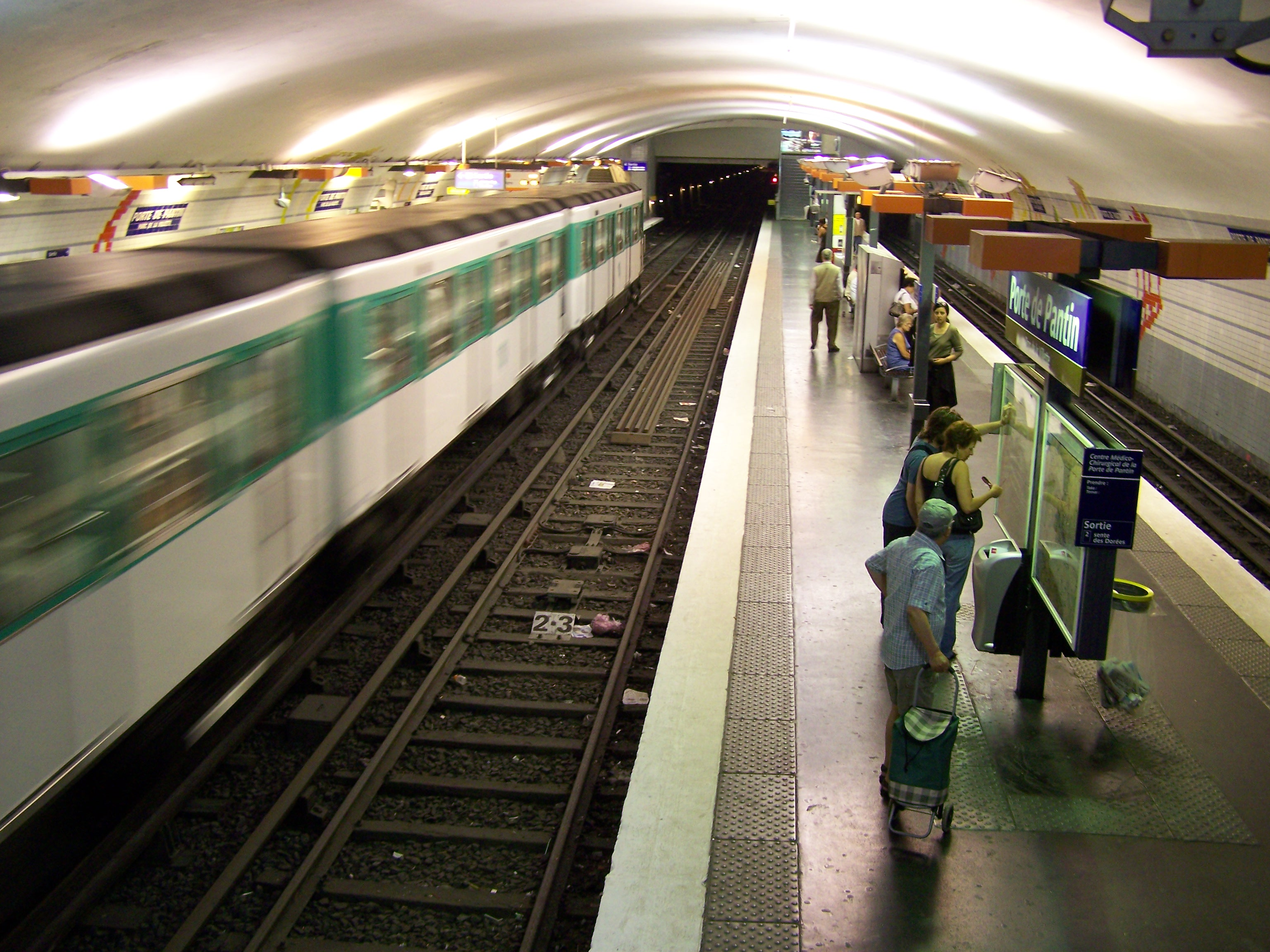
Visão geral da estação.
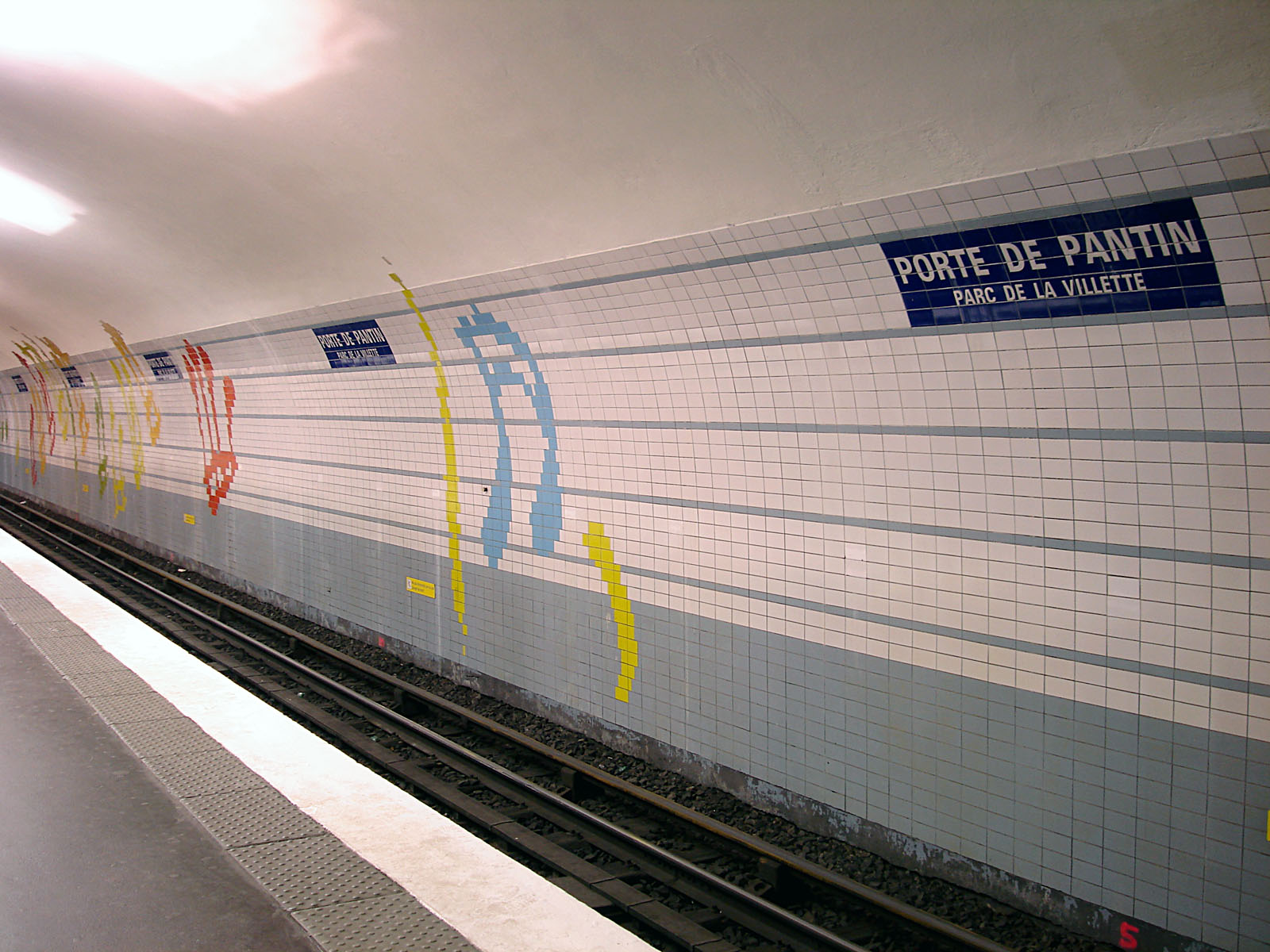
Decoração da estação.
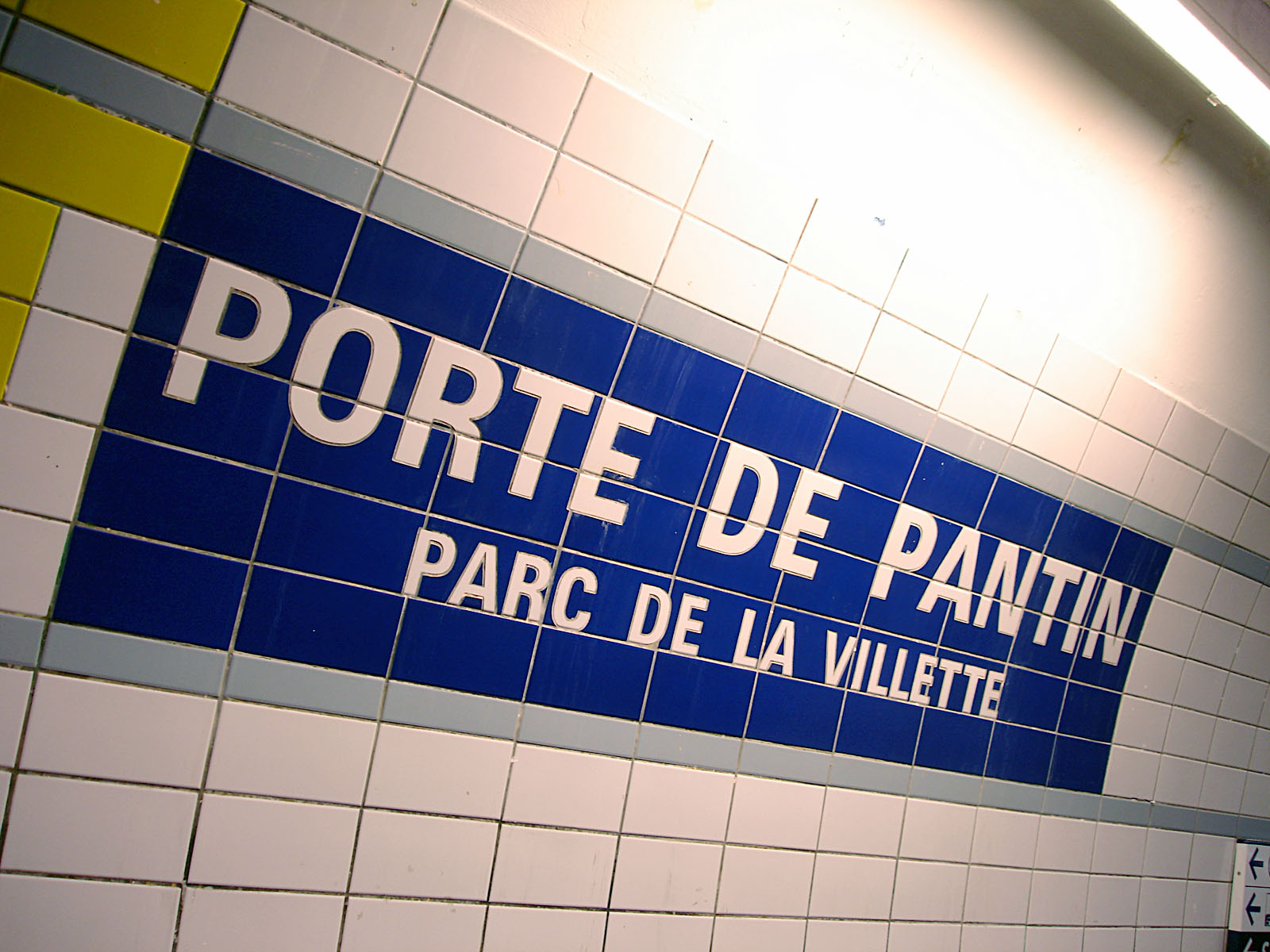
Sinalização em faiança.